# Fiumara (hydrologie)
Pour les articles homonymes, voir Fiumara (homonymie).

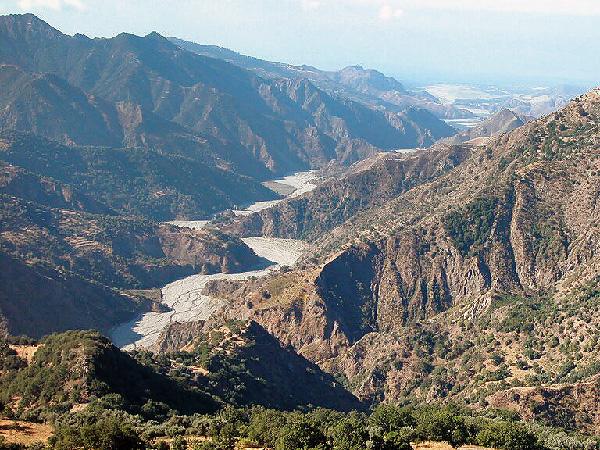
Vallata dell'amendolea

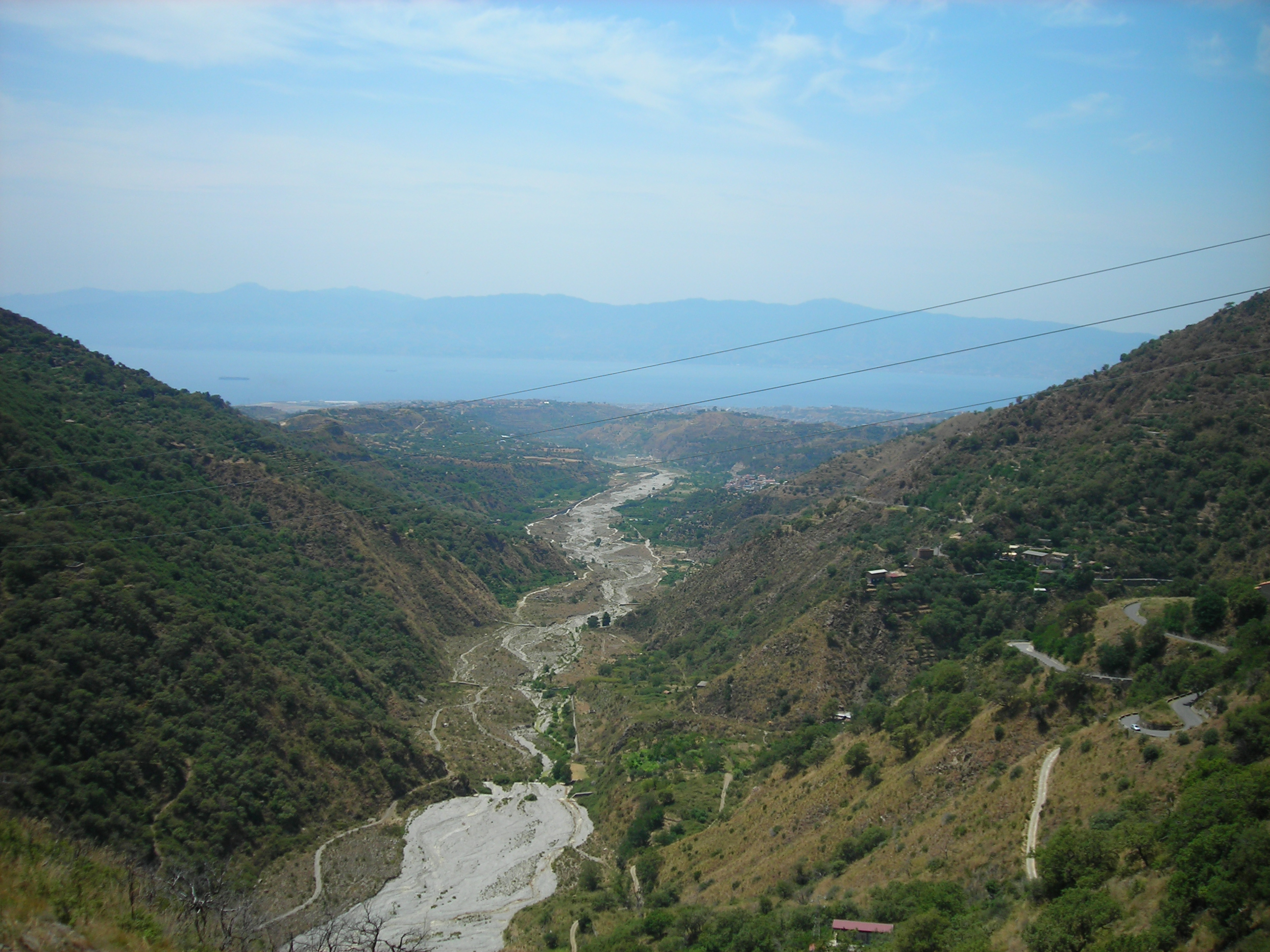
Sant'Agata

Une fiumara est un cours d'eau typique de l'Italie du Sud.
Ces cours d'eau sont caractérisés par un cours généralement bref, un lit essentiellement large et caillouteux et un débit abondant en hiver ou dans les journées de pluie et presque nul en été. Ils creusent des gueules et forment des cascades, parfois de 90 mètres de chute. Ils sont très impétueux et dangereux et provoquent toujours des dommages énormes. Parfois ils peuvent avoir des sources différentes, parce qu'ils sont à régime pluvial.
La canalisation des eaux et le déboisement en ont augmenté le caractère dangereux.

## Citation
« Sur le versant ionien, on ne trouve pas de fleuves, mais des fiumare, ces cours d’eau torrentiels dépourvus de source, nourris uniquement par les eaux pluviales. La partie la plus en amont est souvent un canyon, une gorge ou un vallon profond ; la partie la plus proche de la mer est une étendue immense, inondée de soleil et recouverte de galets et de graviers. La fiumara la plus spectaculaire est l’Amendolea, qui descend des montagnes de l’Aspromonte sur 40 kilomètres. Mais la fiumara de Gerace est tout aussi splendide »

## Exemples
Les fiumare les plus connues se trouvent surtout en Calabre, du côté de l'Aspromonte et en Sicile :

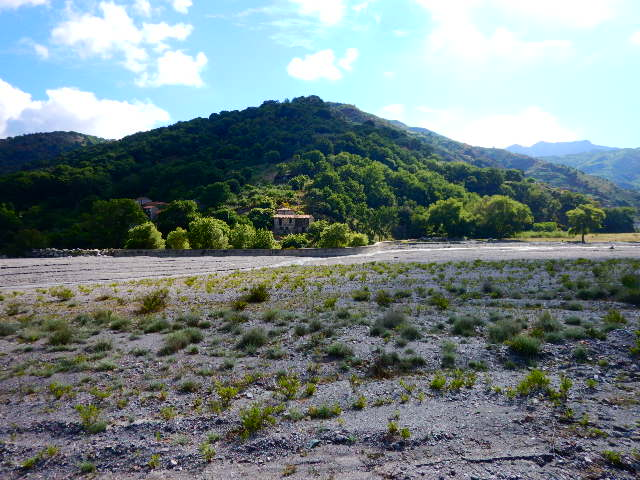
Fiumara del Patrì à Fondachelli-Fantina dans les monts Péloritains, Sicile

- Allaro (Reggio de Calabre) ;
- Amendolea (Reggio Calabria) ;
- Catona (Reggio Calabria) ;
- Precariti (Caulonia) ;
- Ancinale (Serre calabraises) ;
- Gallico (Reggio Calabria) ;
- Sant'Agata ;

- Zappulla (Sicile) ;
- Patrì (Sicile) ;
- Mela (Sicile) ;
- Agrò (Sicile).